# Pycnarmon macrotis
Pycnarmon macrotis is een vlinder van de familie van de grasmotten (Crambidae). De wetenschappelijke naam van deze soort is voor het eerst voorgesteld als Aripana macrotis door Edward Meyrick in een publicatie uit 1897.
De soort komt voor in Indonesië.